# Phyllanthus bojerianus
Phyllanthus bojerianus är en emblikaväxtart som först beskrevs av Henri Ernest Baillon, och fick sitt nu gällande namn av Johannes Müller Argoviensis. Phyllanthus bojerianus ingår i släktet Phyllanthus och familjen emblikaväxter.
Artens utbredningsområde är Madagaskar.

## Underarter
Arten delas in i följande underarter:
- P. b. bojerianus
- P. b. meridionalis